# Nationaal park Sotsji
Het Nationaal Park Sotsji (Russisch: Сочинский национальный парк) is een nationaal park in de Grote Kaukasus en is gelegen in de kraj Krasnodar in Europees Rusland. Het nationaal park werd opgericht op 5 mei 1983 per decreet (№ 214/1983) van de Raad van Ministers van de Russische SFSR. Het park is bovendien sinds 1999 toegevoegd aan de UNESCO-Werelderfgoedinschrijving «Westelijke Kaukasus». Op 25 juni 2013 werd een wet aangenomen die het grondgebied van het nationaal park zou uitbreiden van 1.937,37 km² naar 2.085,99 km².

## Ligging
Nationaal Park Sotjsi is 1937,37 km² groot en omvat het gebied rond Sotsji, van de grens met het district Toeapsinski, tussen de riviermonden van de Sjepsi en de Magri in het noordwesten tot de grens met Abchazië, langs de rivier Pso-oe in het zuidoosten en tussen de Zwarte Zee naar de waterscheiding van het Kaukasusgebergte.
Het park omvat niet de bewoonde gebieden zoals de stad Sotsji en andere stedelijke en rurale plaatsen. Het gebied van Biosfeerreservaat Kaukasus is er evenmin onderdeel van.

## Vegetatie
Het park bestaat voor 95% uit montane bossen, die in de laaggelegen dalen een subtropisch karakter hebben en boven de 1.700 m ligt de zone met krummholz (kromhout) en daarboven de boomgrens. Daartussen ligt loof- en gemengd bos dat typisch voor de gematigde klimaatzone is. Tussen 1.700 en 2.000 m ligt de alpiene zone. Slechts weinig bergtoppen zijn hoger dan 2.000 m, de hoogste top is de Aibga van 2.509 m.

## Dieren
Het natuurgebied is zeer rijk aan soorten, zo zijn er 250 soorten gewervelde dieren. Tot de grotere soorten behoren de wisent (Bison bonasus), Kaukasushert (Cervus elaphus maral), ree (Capreolus capreolus), gems (Rupicapra rupicapra caucasica), West-Kaukasische toer (Capra caucasica), bruine beer (Ursus arctos), wild zwijn (Sus scrofa), wolf (Canis lupus), gewone jakhals (Canis aureus), vos (Vulpes vulpes), das (Meles meles), Kaukasische otter (Lutra lutra meridionalis) en Euraziatische lynx (Lynx lynx). Van de kleine zoogdieren zijn de Kaukasuseekhoorn (Sciurus anomalus) en de zeldzame langvleugelvleermuis (Miniopterus schreibersii) vermeldenswaardig.
Er zijn meerdere grote soorten roofvogels waaronder de steenarend (Aquila chrysaetos), steppearend (Aquila nipalensis), keizerarend (Aquila heliaca) en visarend (Pandion haliaetus). Verder behoren tot de 126 broedvogelsoorten de vale gier (Gyps fulvus), lammergier (Gypaetus barbatus), Kaukasisch korhoen (Lyrurus mlokosiewiczi) en Kaukasisch berghoen (Tetraogallus caucasicus).
Onder de 17 soorten reptielen bevindt zich de Moorse landschildpad (Testudo graeca), de addersoort Vipera kaznakovi, esculaapslang (Zamenis longissimus), Kaspische toornslang (Dolichophis caspius), trapslang (Platyceps), dobbelsteenslang (Natrix tessellata), ringslang (Natrix natrix), zandhagedis (Lacerta agilis), weidehagedis (Darevskia praticola), de hagedissensoorten Darevskia armeniaca en Lacerta media, de hazelworm (Anguis fragilis) en scheltopusik (Pseudopus apodus).
Onder de negen soorten amfibieën zijn twee bedreigde soorten: bandsalamander (Ommatotriton vittatus) en de Kaukasische groengestipte kikker (Pelodytes caucasicus).
Verder zijn er vissoorten zoals de forel (Salmo trutta), alver (Alburnus alburnus) en gestippelde alver (Alburnoides bipunctatus).

### Herintroductie Perzische panter
In 2009 werd een speciaal centrum opgericht voor de herintroductie van de Perzische panter (Panthera pardus saxicolor), een ondersoort van het luipaard. Eerst werden er twee mannelijke luipaarden uit Turkmenistan gehouden en sinds 2010 werden ze vergezeld door twee vrouwtjes uit Iran. In 2012 werden twee luipaarden (een koppel) afkomstig uit een Portugese dierentuin naar het centrum gebracht. Er is een groot omheind gebied aangelegd waar de dieren kunnen wennen aan natuurlijke omstandigheden en men hoopt dat er op den duur een verwilderde groep dieren ontstaat die kan worden losgelaten.
In juli 2013 werd —voor zover bekend voor het eerst sinds 50 jaar— in het centrum een jong in Rusland geboren. Als de welpen van hun ouders geleerd hebben hoe te overleven zullen ze in het wild worden vrijgelaten.